# So in Love with You (Duke)
So in Love With You è un singolo del musicista di musica house inglese Duke pubblicato nel 1994 dall'etichetta discografica Virgin Records, estratto dall'album di debutto The 10 Commandments of Love.

## Il singolo
So in Love With You raggiunse la prima posizione della Billboard Hot Dance Music/Club Play e la terza nella Dutch Top 40, dove rimase per dodici settimane. Sebbene fosse stata pubblicata nella sua versione originale, ottenne successo solo con il remix di Pizzaman.

## Tracce
Testi e musiche di Mark Carson Adams. 
12", 1994
1. So In Love With You (Pizzaman Radio Friendly Vibe)
2. So In Love With You (Pizzaman House Dub)
3. So In Love With You (Pizzaman 5 AM Dub)
4. So In Love With You (Pizzaman House Vocal)

CD Maxi, Scandinavia, 1994
1. So In Love With You (Album Version) – 4:11
2. So In Love With You (Pizzaman House Vocal) – 7:37
3. From Alaska To Mombasa – 3:27
4. Destiny – 3:37

12", Germania, 1995
1. So In Love With You (Ibiza Remix) – 5:46
2. So In Love With You (Sil Remix) – 7:56
3. So In Love With You (Pizzaman House Vocal) – 7:40
4. So In Love With You (Groovemaster Remix) – 6:34

So In Love With You (House Remixes)
1. So In Love With You (Sil Remix) – 7:56
2. So In Love With You (Sil Dub) – 7:46
3. So In Love With You (Groovemaster Remix) – 6:34

## Classifiche
| Classifica                          | Posizione |
| ----------------------------------- | --------- |
| Dutch Top 40                        | 3         |
| Billboard Hot Dance Music/Club Play | 1         |